# Carex lowei
Carex lowei är en halvgräsart som beskrevs av Alfred Becherer. Carex lowei ingår i släktet starrar, och familjen halvgräs. IUCN kategoriserar arten globalt som livskraftig. Inga underarter finns listade i Catalogue of Life.